# Cyathea smithii
Cyathea smithii är en ormbunkeart som beskrevs av J. D. Hook. Cyathea smithii ingår i släktet Cyathea och familjen Cyatheaceae. Inga underarter finns listade.

## Bildgalleri

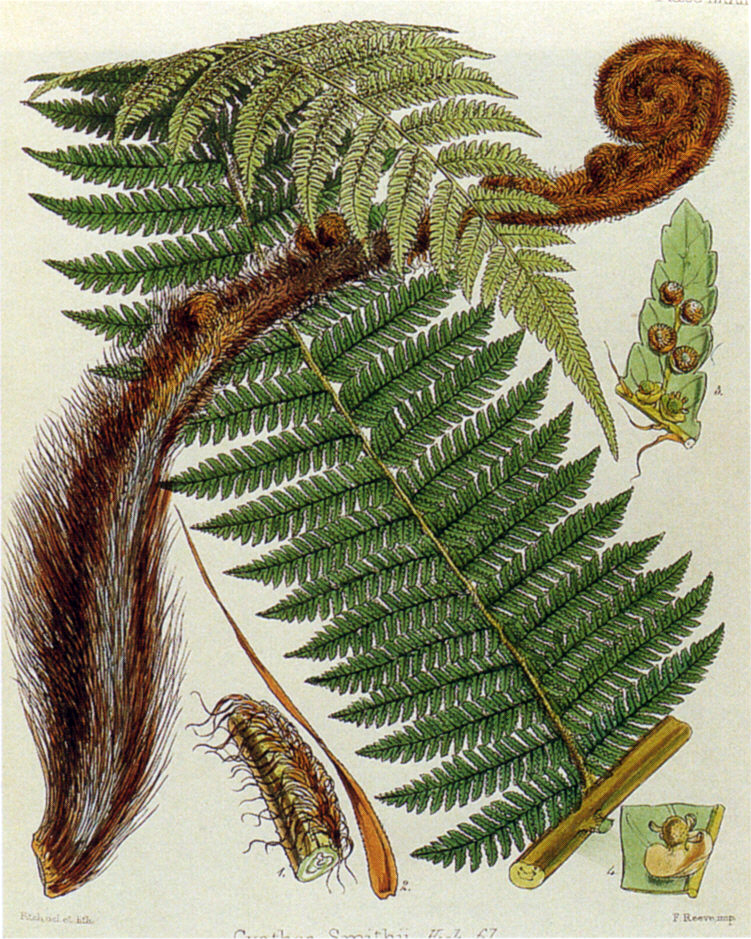
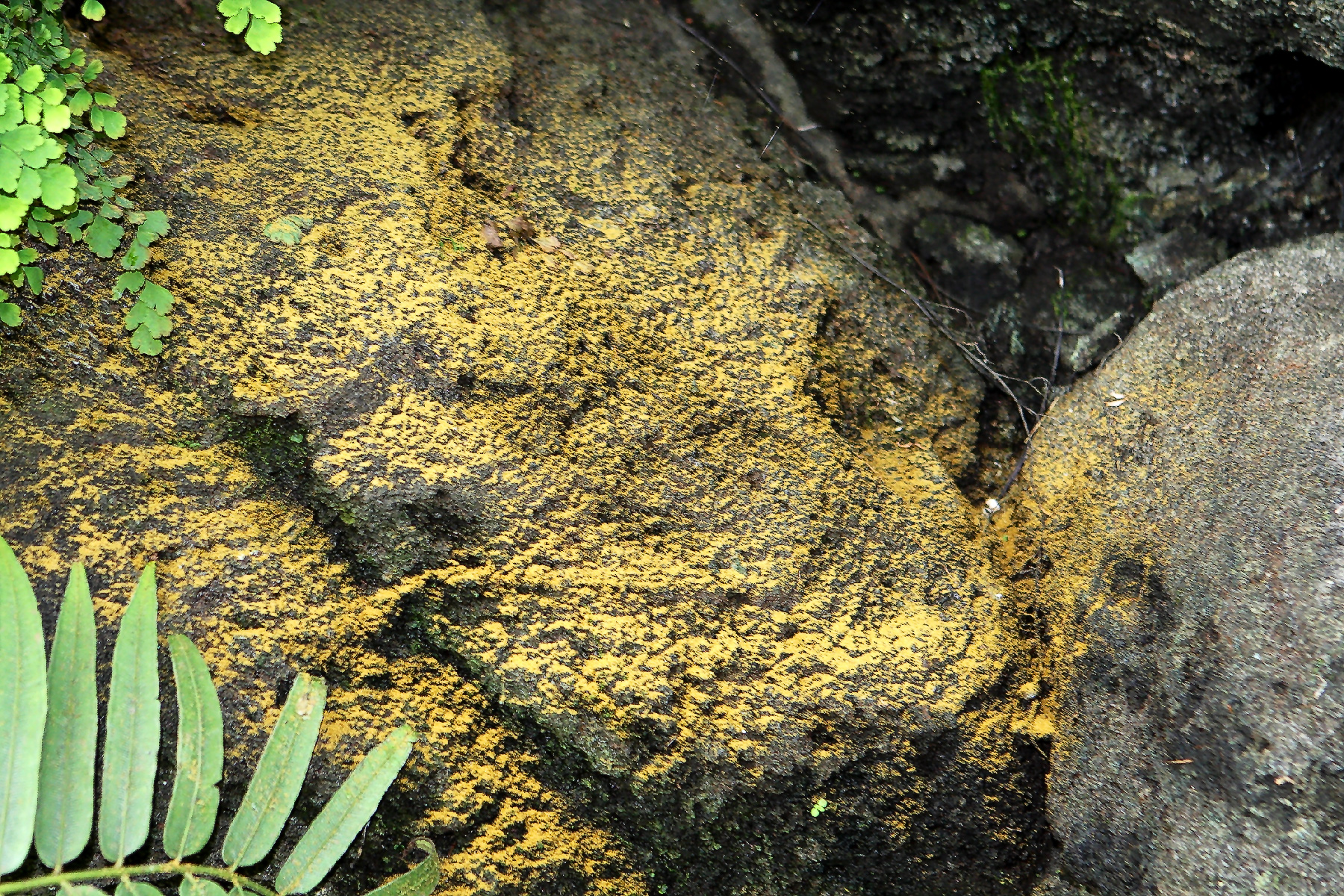
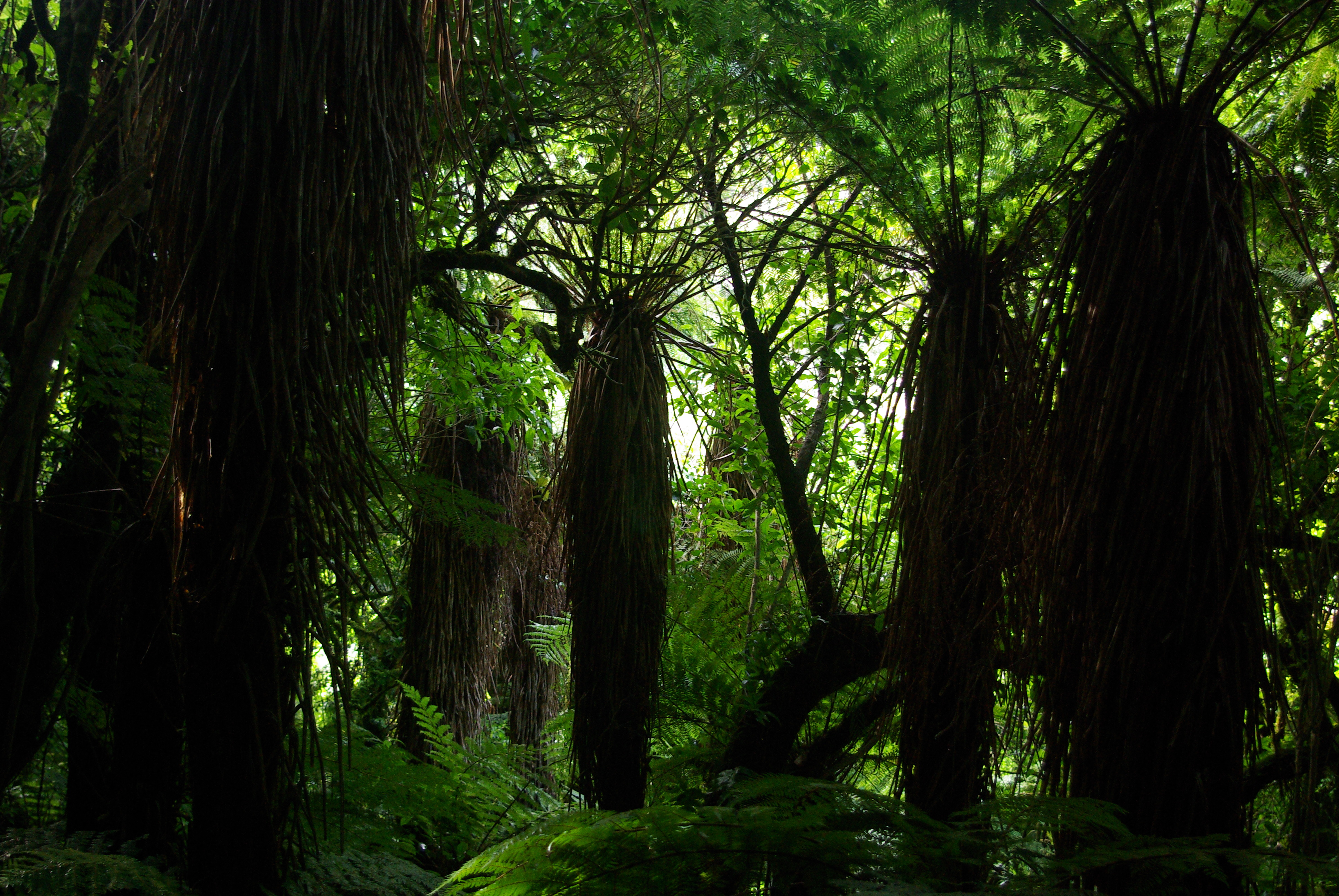